# Орден Пошани (Молдова)
Орден Пошани (рум. Ordinul de Onoare) — державна нагорода Республіки Молдова.

## Положення про орден
Орденом Пошани нагороджують за внесок у зміцнення державності, проведення реформ і демократичних перетворень, за заслуги в розвитку дружби і співробітництва між Молдовою та іншими країнами, за миротворчу, доброчинну та спонсорську діяльність.
Орден може бути вручений як колективна нагорода установам, організаціям, військовим підрозділам.

## Опис ордена
Знак ордена виготовляється з томпаку і є злегка опуклою восьмиконечною позолоченою зіркою, утвореною пучками з п'яти гранованих променів, що розходяться. Над основною зіркою розташована накладна зірка, утворена пучками з трьох рельєфних посріблених променів, середній з яких зернений. У центрі ордена на синьому емалевому тлі — рельєфне позолочене зображення Державного герба Республіки Молдова. Герб облямований вінком з двох посріблених пальмових гілок. Діаметр ордена — 45 мм. На зворотному боці ордена є шпилька для прикріплення ордена до одягу.